# Partia Jedności Narodowej
Partia Jedności Narodowej, UBP (tr. Ulusal Birlik Partisi) – konserwatywna, nacjonalistyczna partia polityczna Turków na Cyprze Północnym. Została założona w 1975 roku. Obecnym liderem partii jest Hüseyin Özgürgün.
Partia Jedności Narodowej jest zwolennikiem zacieśnienia stosunków z Turcją. W wyborach parlamentarnych w 2013 UBP zdobyła 27,33% głosów, co dało jej 14 z 50 mandatów w parlamencie (28%).

## Liderzy Partii Jedności Narodowej
- Rauf Denktaş (11 października 1975 - 3 lipca 1976)
- Nejat Konuk (3 lipca 1976 - 2 marca 1978)
- Osman Örek (18 kwietnia 1978 - 7 stycznia 1979)
- Mustafa Çağatay (7 stycznia 1979 - 30 listopada 1983)
- Derviş Eroğlu (18 grudnia 1983 - 11 lutego 2006)
- Hüseyin Özgürgün (11 lutego 2006 - 16 grudnia 2006)
- Tahsin Ertuğruloğlu (16 grudnia 2006 - 29 listopada 2008)
- Derviş Eroğlu (29 listopada 2008 - 23 kwietnia 2010)
- İrsen Küçük (9 maja 2010 - 11 czerwca 2013)
- Hüseyin Özgürgün (31 sierpnia 2013 - obecnie)